# 横浜ロマンスポルノ'16 〜THE WAY〜 Live in YOKOHAMA STADIUM
『横浜ロマンスポルノ'16 〜THE WAY〜 Live in YOKOHAMA STADIUM』（ヨコハマロマンスポルノ'16 ザ ウェイ ライヴ イン ヨコハマスタジアム）は、ポルノグラフィティのライヴDVD／Blu-ray。2017年4月26日にSME Recordsよりリリース。

## 概要
- 2016年9月3日・4日に横浜スタジアムで開催された『横浜ロマンスポルノ'16 〜THE WAY〜』から9月4日公演の模様を収録。
- Blu-ray版はDisc1枚、DVD版はDisc2枚組となっている。
- 初回生産限定盤の特典としてフォトブックレット、オリジナルポスター、THE WAYオリジナルオブジェ、ボーナスディスクが封入されている。ボーナスディスクには台湾で開催された『SUPER SLIPPA 7 2016 TAIPEI SUPER SUMMER MUSIC FESTIVAL』のライヴ映像が収録されている。

## 収録内容

### 横浜ロマンスポルノ'16 〜THE WAY〜 Live in YOKOHAMA STADIUM
- Blu-ray：Disc1／DVD：Disc1〜2

1. ハネウマライダー
メンバー2人によるアコースティックバージョン（「横浜リリー」まで）[1]。
2. 横浜リリー
3. サウダージ
メンバー2人、宗本康兵（Key）、くわG（Per）によるアコースティックバージョン（「アゲハ蝶」まで）[1]。
4. NaNaNa サマーガール
5. アゲハ蝶
6. 敵はどこだ？
7. 2012Spark
8. ミステーロ
9. ルーシーに微熱
10. ギフト
11. EXIT
12. 愛が呼ぶほうへ
13. My wedding song
14. ヒトリノ夜
メンバー2人、野崎真助（Dr）、野崎森男（Ba）によるロカビリー調アレンジで披露（「Mugen」まで）[2]。
15. Mugen
16. Before Cenrury〜Ohhh!!! HANABI
17. オー！リバル
18. メリッサ
19. ミュージック・アワー
20. THE DAY（THE WAY ver.）
本編最終曲。THE WAY ver.として、アウトロ後に歌詞が追加されている。
21. LiAR
初披露の新曲[3]。歌詞、メロディを一部変更し、2016年11月9日に44thシングルしてリリースされた。
22. エピキュリアン
23. ジレンマ
24. ダイアリー 00/08/26

### SUPER SLIPPA 7 2016 TAIPEI SUPER SUMMER MUSIC FESTIVAL
- Blu-ray：Disc2／DVD：Disc3 ※初回生産限定盤限定
- 8曲目に演奏された「THE DAY」のみ、44thシングル『LiAR／真っ白な灰になるまで、燃やし尽くせ』(2016年11月9日) に先行収録。

1. メリッサ
2. アポロ
3. サウダージ
4. オー!リバル
5. アゲハ蝶
6. ハネウマライダー
7. Ohhh!!! HANABI